# Circumvesuviana (azienda)
La Circumvesuviana s.n.c. è stata l'azienda di trasporto pubblico locale che dal 2001 al 2013 gestì il servizio ferroviario urbano e suburbano nel quadrante orientale della città metropolitana di Napoli, sulla omonima rete ferroviaria/metropolitana comunemente chiamata ferrovia Circumvesuviana.
Nata nel 2001 dalla precedente gestione commissariale governativa, la società confluì il 27 dicembre 2012 nell'Ente Autonomo Volturno.

## Settori di attività

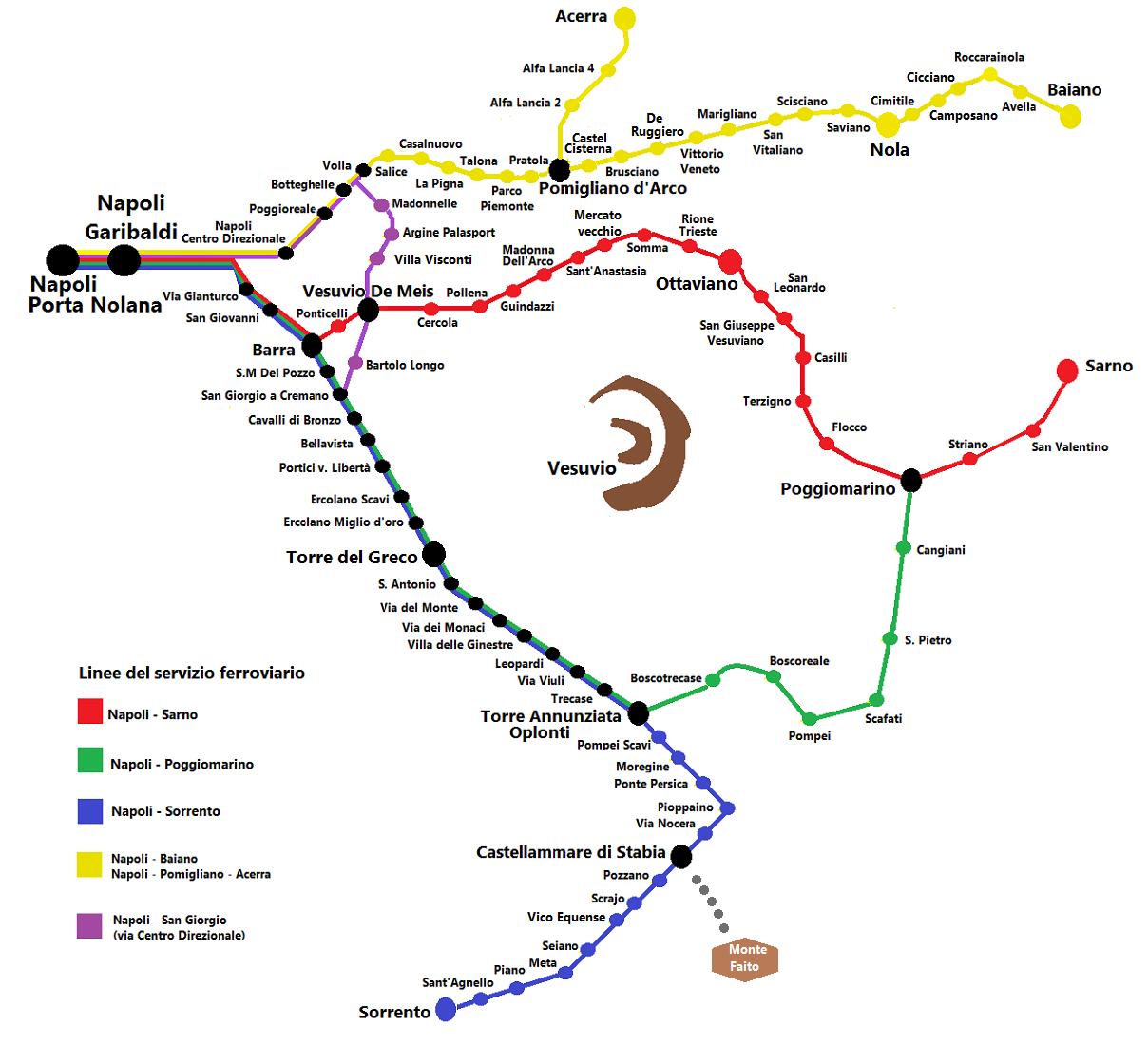
Rete dei servizi svolti da Circumvesuviana

La società operava sulla rete circumvesuviana in qualità sia di gestore dell'infrastruttura sia di impresa ferroviaria, offrendo servizi di trasporto regionale locali e diretti strutturati sulle seguenti relazioni facenti capo alla stazione di Napoli Porta Nolana:
- Napoli-Sarno
- Napoli-Torre Annunziata-Poggiomarino
- Napoli-Torre Annunziata-Sorrento
- Napoli-Pomigliano d'Arco-Baiano/Acerra
- Napoli-Botteghelle-San Giorgio a Cremano

Parallelamente ai normali servizi d'orario per pendolari, storicamente Circumvesuviana ha promosso altresì servizi speciali quali i treni turistici denominati "Sorrento Express" effettuati nei primi anni duemila e le corse in fascia notturna in occasioni di alcune notti bianche negli anni 2005-2006.
Oltre ai servizi ferroviari, Circumvesuviana eserciva il trasporto pubblico locale su gomma nelle aree servite e curava la gestione della funivia del Faito.

## Storia
Il 16 dicembre 1985 la rete circumvesuviana, fin ad allora gestita dalla società Strade Ferrate Secondarie Meridionali (SFSM) venne riscattata dallo Stato e posta in gestione commissariale governativa.
A seguito del decreto legge n. 422 del 14 novembre 1997 le ferrovie di interesse locale vennero gradualmente cedute alle Regioni, divenute responsabili dei servizi di trasporto pubblico locale: nell'ambito di tale riforma dal 1º gennaio 2001 cessò la gestione commissariale governativa e venne costituita la Circumvesuviana snc, azienda di proprietà della Regione Campania. Due anni dopo, il 6 marzo 2003, la stessa passò sotto il controllo del gruppo EAV.
Con l'atto di fusione del 27 dicembre 2012 l'azienda è stata incorporata nell'Ente Autonomo Volturno.

## Dati societari
Circumvesuviana snc operava come società a socio unico soggetta all'attività di direzione e coordinamento della Regione Campania.

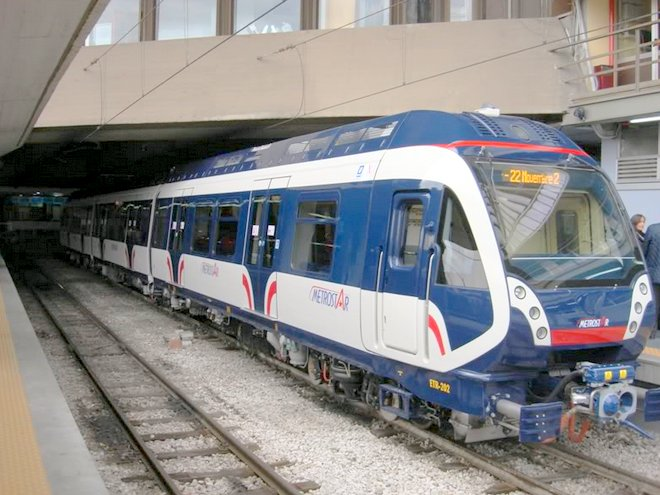
Convoglio della serie ETR 200

Parallelamente ai lavori condotti per il potenziamento della rete, il più cospicuo investimento fu attuato negli anni novanta con l'acquisto dei nuovi elettrotreni (serie 086-118), che rappresentavano un'evoluzione di quelli ereditati dalla precedente gestione.
Seguirono, negli anni duemila, le consegne dei 26 elettrotreni ETR 200.

### Materiale rotabile - prospetto di sintesi
| Unità       | Anno di acquisizione | Quantità | Costruttore         |
| ----------- | -------------------- | -------- | ------------------- |
| ETR 001-085 | 1971/78              | 85       | Sofer/Asgen         |
| ETR 086-118 | 1988                 | 33       | Sofer               |
| ETR 201-226 | 2008/2009            | 26       | Ansaldobreda/Firema |